# Raška (řeka)
Raška (srbsky Рашка) je řeka v jihozápadním Srbsku. Její historický název je Arzon a pramení u kláštera Sopoćani nedaleko zaniklého města Stari Ras v regionu Raška. Ústí levostranně do řeky Ibar, přítoku Západní Moravy. Délka Rašky je 60 km a plocha povodí 1193 km2.

## Průběh toku
Řeka vzniká soutokem několika zdrojnic, pramenících v okolí kláštera Sopoćani, nedaleko města Stari Ras. Teče převážně severním směrem přes město Novi Pazar a pokračuje k městu Raška, kde ústí do řeky Ibar.

## Vodní stav
Největšího průtoku dosahuje na jaře při tání sněhu a jarních a podzimních deštích. Řeka není splavná.